# Tipula (Triplicitipula) subtilis
Tipula (Triplicitipula) subtilis is een tweevleugelige uit de familie langpootmuggen (Tipulidae). De soort komt voor in het Nearctisch gebied.